# Cleonymus collaris
Cleonymus collaris är en stekelart som beskrevs av Maximilian Spinola 1851. Cleonymus collaris ingår i släktet Cleonymus och familjen puppglanssteklar. Inga underarter finns listade i Catalogue of Life.